# Педурень (Джурджу)
Педурень, Педурені (рум. Pădureni) — село у повіті Джурджу в Румунії. Входить до складу комуни Бутуруджень.
Село розташоване на відстані 25 км на південний захід від Бухареста, 51 км на північ від Джурджу, 146 км на південь від Брашова.

## Населення
За даними перепису населення 2002 року у селі проживали 1603 особи. Рідною мовою 1602 особи (99,9%) назвали румунську.
Національний склад населення села:
| Національність | Кількість осіб | Відсоток |
| -------------- | -------------- | -------- |
| румуни         | 1439           | 89,8%    |
| цигани         | 164            | 10,2%    |